# Michael Herbick
Michael Herbick (geb. vor 1979) ist ein US-amerikanischer Toningenieur.

## Leben
Herbig begann seine Karriere als Schlagzeuger und spielte 1979 auf dem Album Leisure Suite von Country Joe McDonald. In den 1980er Jahren war er als Toningenieur unter anderem für Maze, Y&T sowie Neil Young tätig. Ab 1988 begann er seine Karriere in Hollywood und bereits im darauf folgenden Jahr wurde er mit dem Primetime Emmy ausgezeichnet. Für seine Leistung an Auf der Flucht erhielt er den BAFTA Film Award sowie die erste von insgesamt fünf Oscar-Nominierungen. 1995 war er gleich zweifach für den Oscar nominiert, es gewann jedoch das Toningenieur-Team des Films Speed.

## Filmografie (Auswahl)
- 1989: Friedhof der Kuscheltiere (Pet Sematary)
- 1991: Star Trek VI: Das unentdeckte Land (Star Trek VI: The Undiscovered Country)
- 1992: Sneakers – Die Lautlosen (Sneakers)
- 1993: Auf der Flucht (The Fugitive)
- 1994: Das Kartell (Clear and Present Danger)
- 1994: Die Verurteilten (The Shawshank Redemption)
- 1995: Batman Forever
- 1995: Outbreak – Lautlose Killer (Outbreak)
- 1997: Noch einmal mit Gefühl (That Old Feeling)
- 1998: Stadt der Engel (City of Angels)
- 1998: Star Trek: Der Aufstand (Star Trek: Insurrection)
- 1999: Magnolia
- 1999: The Green Mile
- 2000: Glauben ist alles! (Keeping the Faith)
- 2001: Training Day
- 2003: Die Liga der außergewöhnlichen Gentlemen (The League of Extraordinary Gentlemen)
- 2003: Tränen der Sonne (Tears of the Sun)
- 2003: X-Men 2
- 2008: Operation Walküre – Das Stauffenberg-Attentat (Valkyrie)

## Auszeichnungen und Nominierungen
- 1989: Primetime Emmy in der Kategorie Outstanding Sound Mixing for a Miniseries or a Special für Lonesome Dove
- 1994: BAFTA Film Award in der Kategorie Bester Ton für Auf der Flucht
- 1994: Oscar-Nominierung in der Kategorie Bester Ton für Auf der Flucht
- 1995: Oscar-Nominierung in der Kategorie Bester Ton für Das Kartell
- 1995: Oscar-Nominierung in der Kategorie Bester Ton für Die Verurteilten
- 1996: Oscar-Nominierung in der Kategorie Bester Ton für Batman Forever
- 2000: Oscar-Nominierung in der Kategorie Bester Ton für The Green Mile